# Дружба (квартал на София)
Вижте пояснителната страница за други значения на Дружба.
„Дружба“ е жилищен комплекс в югоизточната част на София. Дружба е квартал от 1970 година 

## Разположение
Комплексът се намира в район „Искър“ и представлява неговата основна част. Граничи с ж.к. „Младост“ и кварталите Горубляне, Слатина, Полигона, както и с Летище София и резиденция „Врана“. Комплексът е разделен на 2 подрайона: „Дружба 1“ – по-стар, където са повечето обществени учреждения, районният пазар и Дружбенското езеро, и „Дружба 2“ – по-нов, който е с повече възможности за разрастване. Има и промишлени зони.
Номерата на блоковете в „Дружба 1“ са от 1 до 199. По-старото строителство в подрайона е предимно панелно (от серии Бс-2-63 (обединена), Бс-VIII-Сф, Бс-2-69, Ос-68-Гл и Бс-69-Сф) и с едроплощен кофраж (ЕПК). Изключение правят само жилищните блокове с номера от 130 до 151 включително – те са най-рано построени и са на по 2, 3 или 4 етажа. От своя страна „Дружба 2“ е подразделена на 5 микрорайона – 2-ри (блокове с номера 2хх), 3-ти (номера 3хх), 4-ти (номера 4хх) и 5-и (номера 5хх), и най-новият – 6-ти (номера 6ХХ), като по-старото строителство там също е предимно панелно и с ЕПК. Понастоящем районът на „Дружба“ се застроява с блокове от нов тип, като най-голямата група нови блокове е „Цариградски комплекс“ край „Дружба 2“ и 6-ти микрорайон (в района на метростанция Дружба).
Училища
- 4-то основно училище „Професор Джон Атанасов“
- 65-о средно училище „Кирил и Методий“
- 68-о средно училище „Академик Никола Обрешков“
- 69-о средно училище „Димитър Маринов“
- 89-о основно училище „Христо Стамболски“
- 108-о средно училище „Никола Беловеждов“
- 150-о основно училище „Цар Симеон Първи“
- 163-то основно училище „Черноризец Храбър“
- Професионална гимназия по транспорт

Магазини
В комплекса има много магазини, включително от големите търговски вериги. По-големите от тях са следните:
- хипермаркет на „Кауфланд“ между „Дружба 1“ и „Дружба 2“ на бул. „Проф. Цветан Лазаров“
- магазин на „Лидл“ на ул. „Обиколна“ в „Дружба 2“, 5-и микрорайон
- магазин на „Лидл“ на бул. „Искърско шосе“ в „Дружба 1“.
- магазин на „Билла“ на ул. „Обиколна“ в „Дружба 2“, 4-ти микрорайон
- магазин на „Билла“ на бул. „Копенхаген“ в „Дружба 2“, 3-ти микрорайон
- 2 магазина на „Фантастико“ – до блок 2 в „Дружба 1“ и до бл. 303 в „Дружба 2“
- магазин за храни на „Калея“ до блок 86 в „Дружба 1“
- магазин за канцеларски стоки на „Office 1 Superstore“ до „Кауфланд“
- магазин на „Практикер“ на ул. „Обиколна“ в „Дружба 2“, 4-ти микрорайон

До 2015 г. в Дружба 1 имаше и два филиала на „Европа“ – на ул. „Туше Делииванов“ до кооперативния пазар и до бл. 86, но и двата бяха затворени. През октомври 2015 г. на мястото на бившия закрит супермаркет Европа до бл. 86 е открит филиал на „Т Маркет“.
Спортни обекти
Малко са спортните съоръжения в ж.к. „Дружба“, намиращи се извън училищата: сграда с малки зали на Спортен клуб „Искър“ (ул. „Илия Бешков“ 4) и няколко игрища.
Други обекти
В съседство до блок 41 в „Дружба 1“ се намира и 8-о районно полицейско управление, а отсреща през градинката на бул. „Кръстьо Пастухов“ се разполага административната сграда на Район „Искър“. Наблизо на кръстовището на бул. „Искърско шосе“ и ул. „Илия Бешков“ се намира 28-и диагностично-консултативен център (бивша поликлиника).

## Транспорт
Комплексът е добре обслужен от пътнотранспортна инфраструктура. Наблизо е бул. „Цариградско шосе“, с което има 3 пътни връзки – чрез бул. „Христофор Колумб“, чрез бул. „Копенхаген“ и ул. „Димитър Пешев“ (до Горублянското ханче). Вътрешният транспорт в комплекса е облекчен от натовареното движение към и от летището чрез автомобилна естакада, преминаваща над „Дружба 1“ по бул. „Брюксел“. В „Дружба 1“ има бюро за издаване на карти за градския транспорт, намиращо се на ул. „Иван Арабаджията“.
Железопътен транспорт
На 2 април 2015 г. са открити 2 метростанции на Софийското метро, които обслужват „Дружба“: Метростанция „Дружба“ (до хипермаркет „Кауфланд“ между „Дружба 1“ и „Дружба 2“) и Метростанция „Искърско шосе“ (до езерото в „Дружба 1“ и бул. „Искърско шосе“). Метрото свързва квартала с центъра на града, други райони и Летище София. На 24 май 2016 е пуснат нов изход на Метростанция ИЕЦ-Цариградско шосе в ж.к. Дружба II, който свързва квартала с метростанцията, посредством пешеходен тунел с травалатори и асансьор, излизащ в дъното на подлеза на станцията.
В непосредствена близост до североизточната част на „Дружба 1“ преминава международната железопътна линия (Истанбул – София – Мюнхен). Недалеч от квартала се намира железопътна гара Искър, на която спират всички бързи и пътнически влакове, превозващи към Пловдив, Бургас, Варна, както и Централна гара София.
Автобусни линии
- Автобусна линия 1: Карта;
- Автобусна линия 3: Карта;
- Автобусна линия 5: Карта;
- Електробусна линия 6: Карта;
- Автобусна линия 7: Карта;
- Автобусна линия 8: село Кривина – село Казичене – кв. Бусманци – кв. Гара Искър – ж.п гара Искър – ТЕЦ София – бл. 501, ж.к. Дружба 2 – село Герман;
- Автобусна линия 10: кв. Бусманци – метростанция Софийска света гора – метростанция Искърско шосе – .28-ми ДКЦ – кв. Гара Искър – ж.п. гара Искър – кв. Димитър Миленков;
- Автобусна линия 14: Автостанция Изток – ж.к. Левски В, Г – кв. Враждебна – с. Кривина – с. Казичене – кв. Бусманци – кв. Гара Искър(Посока автостанция Изток минава през ж.к. Дружба 1, метростанция Искърско шосе и разклона за летище София);
- Автобусна линия X50: парк Врана – метростанция ИЕЦ Цариградско шосе(Пешеходен тунел към ж.к. Дружба 2) – МБАЛ „Света Анна“ – хотел „Плиска“ – бул. „Цариградско шосе“ – Орлов мост – Софийски университет (Линията е експресна и се движи САМО в празнични дни от пролетта до есента);
- Електробусна линия 84: Летище София (Терминал 2) – бул. „Христофор Колумб“ – ж.к. Дружба-1 – МБАЛ „Света Анна“ – хотел „Плиска“ – бул. „Цариградско шосе“ – Орлов мост – ул. ген. Гурко;
- Електробусна линия 184: Летище София (Терминал 1) – Летище София (Терминал 2) – бул. „Христофор Колумб“ – ж.к. Дружба-1 – МБАЛ „Света Анна“ – хотел „Плиска“ – бул. „Цариградско шосе“ – Орлов мост – ул.ген. Гурко
- Автобусна линия 88: ж.к. Дружба-2 – ул. „Димитър Пешев“ – жп. гара Искър – бул. „Искърско шосе“ – ж.к. Дружба-1 – бул. „Александър Малинов“ – метростанция Александър Малинов – бул. „Андрей Ляпчев“ – ж.к. Дървеница – бул. „Св. Климент Охридски“ – Метростанция Г. М. Димитров – ж.к. „Дианабад“ – бул. „Никола Габровски“ – бул. „Симеоновско шосе“ – бул. „Никола Вапцаров“ – бул. „Черни връх“ – ул. „Сребърна“ – Зоопарк
- Автобусна линия 204: ж.к. Дружба-2 – бул. „Проф. Цветан Лазаров“ – МБАЛ „Света Анна“ – хотел „Плиска“ – бул. „Цариградско шосе“ – Орлов мост (Метростанция СУ „Св. Климент Охридски“) – бул. „Христо и Евлоги Георгиеви“ – Метростанция Стадион „Васил Левски“ – Национален дворец на културата – бул. „България“ – бул. „Гоце Делчев“ – бул. Ген. Стефан Тошев – пазар Борово – ж.к. „Борово“ – ж.к. Гоце Делчев;
- Автобусна линия 304: ж.к. Дружба-2 – бул. „Проф. Цветан Лазаров“ – МБАЛ „Света Анна“ – хотел „Плиска“ – бул. „Цариградско шосе“ – Орлов мост (Метростанция СУ „Св. Климент Охридски“) – бул. „Христо и Евлоги Георгиеви“ – Метростанция Стадион „Васил Левски“ – Национален дворец на културата – бул. „България“ – бул. Г.Делчев – ул. Т.Каблешков – Национален исторически музей; (Линията е експресна и НЕ спира на спирки ул. Д. Пешев, бл.255, ж.к. Дружба 2, бул. Хр.Колумб, ул 6-ти септември и ПГД Елисавета Вазова. Движи се САМО в делнични дни.)
- Автобусна линия 384: Летище София (Терминал 2) – бул. „Христофор Колумб“ – ж.к. Дружба 1 – бул. „Проф. Цветан Лазаров“ – ж.к. Дружба 2 – бул. „Копенхаген“ – ул. Обиколна – ж.к. Дружба 2;
- Автобусна линия 404: АП Дружба – ул. Димитър Пешев – ул. „Обиколна“ – бул. „Копенхаген“ – ул. „Кап. Димитър Списаревски“ – бул. „Проф. Цветан Лазаров“ – ж.к. „Слатина“ – ул. „Боян Магесник“ – жп. гара Подуяне – бул. „Мадрид“ – театър София – бул. „Ген. Данаил Николаев“ – Сточна гара – бул. „Сливница“ – бул. „Княгиня Мария-Луиза“ – Централна гара София (в обратна посока вместо по бул. „Княгиня Мария-Луиза“ – по бул. „Христо Ботев“)
- Автобусна линия 604: кв. Гара Искър – жп. гара Искър – бул. „Искърско шосе“ – ул. „Илия Бешков“ – бул. „Кръстьо Пастухов“ – ж.к. Дружба-1 – МБАЛ „Света Анна“ – хотел „Плиска“ – бул. „Цариградско шосе“ – Орлов мост (Метростанция СУ „Св. Климент Охридски“) – бул. „Христо и Евлоги Георгиеви“ – Метростанция Стадион „Васил Левски“ – Национален дворец на културата – бул. „България“ – бул. „Акад. Иван Евстатиев Гешов“ – ж.к. „Хиподрума“ – Институт „Пирогов“ (в началото на маршрута в обратна посока: по ул. „Св. Георги Софийски“ покрай Александровската болница и Военномедицинската академия)

Трамвайни линии
- Трамвайна линия 20: Депо Искър – ЖП. гара Искър – бул. „Искърско шосе“ – ж.к. Дружба-1 – бул. „Асен Йорданов“ – бул. „Шипченски проход“ – ж.к. Гео Милев – бул. „Ситняково“ – жп. гара Подуяне – бул. „Мадрид“ – театър „София“ – бул. „Янко Сакъзов“ – бул. „Княз Александър Дондуков“ – Младежки театър – Централни хали – ул. Пиротска – Метростанция Опълченска
- Трамвайна линия 23: ж.к. Дружба-2 – бул. „Копенхаген“ – Индустриална зона „Искър“ – жп. гара Искър – бул. „Искърско шосе“ – ж.к. Дружба-1 – бул. „Асен Йорданов“ – бул. „Шипченски проход“ – ж.к. „Гео Милев“ – бул. „Ситняково“ – жп. гара Подуяне – бул. „Мадрид“ – театър „София“ – бул. „Янко Сакъзов“ – бул. „Княз Александър Дондуков“ – Младежки театър

Тролейбусни линии
- Тролейбусна линия 4: ж.к. Дружба-2 – ул. „Обиколна“ – бул. „Копенхаген“ – бул. „Проф. Цветан Лазаров“ – бул. „Асен Йорданов“ – бул. „Цариградско шосе“ – хотел „Плиска“ – Орлов мост – Метростанция СУ „Св. Климент Охридски“ – СУ „Св. Климент Охридски“ – бул. „Васил Левски“ – бул. „Княз Александър Дондуков“ (в обратна посока – по ул. „Кракра“ и ул. „Оборище“) – мост „Чавдар“ – бул. „Владимир Вазов“ – ул. „Макгахан“ – ж.к. „Хаджи Димитър“;
- Тролейбусна линия 11: ж.к Дружба-1 – ул. „Амстердам“ – ул. „Кап. Димитър Списаревски“ – бул. „Асен Йорданов“ – бул. „Цариградско шосе“ – хотел „Плиска“ – Орлов мост – Метростанция СУ „Св. Климент Охридски“ – СУ „Св. Климент Охридски“ – бул. „Васил Левски“ – Сточна гара.

## Сдружение „Дружба – София“
От август 2003 г. функционира гражданското Сдружение Дружба – София Архив на оригинала от 2007-05-20 в Wayback Machine.. С активната си дейност Сдружението е спомогнало за решаването на редица проблеми, като например кризата с боклука, вследствие на откриването на площадка за балиране на отпадъци на територията на район Искър. Сдружението е осъществило и редица проекти за подобряване на жилищната среда в квартала.

## Улици и произход на имената им
| Път                           | Наречен на                                              | Местоположение |
| ----------------------------- | ------------------------------------------------------- | -------------- |
| „302“                         | –                                                       | Карта          |
| „5015“                        | –                                                       | Карта          |
| „5016“                        | –                                                       | Карта          |
| „5017“                        | –                                                       | Карта          |
| „5021“                        | –                                                       | Карта          |
| „5025“                        | –                                                       | Карта          |
| „5026“                        | –                                                       | Карта          |
| „5027“                        | –                                                       | Карта          |
| „5028“                        | –                                                       | Карта          |
| „5029“                        | –                                                       | Карта          |
| „5030“                        | –                                                       | Карта          |
| „5032“                        | –                                                       | Карта          |
| „5033“                        | –                                                       | Карта          |
| „5036“                        | –                                                       | Карта          |
| „5038“                        | –                                                       | Карта          |
| „5039“                        | –                                                       | Карта          |
| „5040“                        | –                                                       | Карта          |
| „5041“                        | –                                                       | Карта          |
| „5042“                        | –                                                       | Карта          |
| „5046“                        | –                                                       | Карта          |
| „5048“                        | –                                                       | Карта          |
| „5049“                        | –                                                       | Карта          |
| „5051“                        | –                                                       | Карта          |
| „Амстердам“                   | Амстердам, столица на Нидерландия                       | Карта          |
| „Асен Босев“                  | Асен Босев (1913 – 1997), писател                       | Карта          |
| „Асен Йорданов“               | Асен Йорданов (1896 – 1967), инженер                    | Карта          |
| „Брюксел“                     | Брюксел, град в Белгия                                  | Карта          |
| „Ген. Стоян Стоянов“          | Стоян Стоянов (1913 – 1997), авиатор                    | Карта          |
| „Делийска воденица“           | ?                                                       | Карта          |
| „Димитър Пешев“               | Димитър Пешев (1894 – 1973), политик                    | Карта          |
| „Иван Арабаджията“            | Иван Арабаджията (1830 – 1901), революционер            | Карта          |
| „Иван Биковски“               | Иван Биковски (? – 1932), революционер                  | Карта          |
| „Излак“                       | ?                                                       | Карта          |
| „Илия Бешков“                 | Илия Бешков (1901 – 1958), художник                     | Карта          |
| „Искърско шосе“               | Искър, река в Западна България                          | Карта          |
| „Канала“                      | ?                                                       | Карта          |
| „Капитан Димитър Списаревски“ | Димитър Списаревски (1916 – 1943), авиатор              | Карта          |
| „Конче Вихрогонче“            | ?                                                       | Карта          |
| „Копенхаген“                  | Копенхаген, град в Дания                                | Карта          |
| „Кръстьо Пастухов“            | Кръстьо Пастухов (1874 – 1949), политик                 | Карта          |
| „Мария Нейкова“               | Мария Нейкова (1945 – 2002), певица                     | Карта          |
| „Обиколна“                    | –                                                       | Карта          |
| „Проф. Иван Апостолов“        | Иван Апостолов (1910 – 1981), юрист                     | Карта          |
| „Професор Цветан Лазаров“     | Цветан Лазаров (1896 – 1961), инженер                   | Карта          |
| „Садина“                      | Садина, село в Поповско                                 | Карта          |
| „Тирана“                      | Тирана, град в Албания                                  | Карта          |
| „Туше Делииванов“             | Туше Делииванов (1869 – 1950), революционер             | Карта          |
| „Хайделберг“                  | Хайделберг, град в Германия                             | Карта          |
| „Ханс Кристиан Андерсен“      | Ханс Кристиан Андерсен (1805 – 1875), датски писател    | Карта          |
| „Христо Арнаудов“             | Христо Арнаудов (1916 – 1944), авиатор                  | Карта          |
| „Христофор Колумб“            | Христофор Колумб (1451 – 1506), италиански мореплавател | Карта          |
| „Цариградско шосе“            | Истанбул, град в Турция                                 | Карта          |
| „Чудомир Топлодолски“         | Чудомир Топлодолски (1912 – 1987), авиатор              | Карта          |